# Miracema
Miracema é um município localizado na Região Noroeste Fluminense, no Estado do Rio de Janeiro, no Brasil.

## História
A região era habitada até o século XIX por índios puris. O início da colonização de origem portuguesa do território do município de Miracema é atribuída aos esforços de Ermelinda Rodrigues Pereira, primitiva proprietária das terras que constituem o distrito sede. Segundo a tradição, por volta de 1846, a referida senhora mandou erigir, no local onde atualmente existe a praça que tem seu nome, uma capela dedicada ao culto de Santo Antônio.
Era intenção de dona Ermelinda transformar suas propriedades em bens de uma paróquia, que pretendia entregar, mais tarde, a um de seus filhos, de nome Manoel, que concluíra seus estudos em um seminário de Mariana. Prosseguindo com seu intento, a referida senhora doou 25 alqueires de terra, dos dois mil que possuía, para a formação da futura freguesia de Santo Antônio, posteriormente Santo Antônio dos Brotos. Deve-se, a mudança de nome, ao fato de um dos sólidos esteios da capela construída por dona Ermelinda ter brotado, fato que a crendice popular atribuiu a um milagre, acrescentando, ao nome do padroeiro Santo Antônio, a designação de "dos Brotos".
O crescimento da povoação motivou, em 26 de janeiro de 1880, a criação do Distrito Policial de Santo Antônio dos Brotos.
Em 9 de setembro de 1881, foi criado o distrito de paz e, em 13 de abril de 1883, atendendo à solicitação da comunidade através da Câmara de Pádua, o governo provincial resolveu mudar a denominação de Santo Antônio dos Brotos para Miracema, termo originário da língua tupi-guarani: ybira (pau, madeira); cema (brotar) e, em se tratando de eufonia da palavra, sugeriu Francisco Antunes Ferreira da Luz que se trocasse o Y por M. Em uma interpretação diversa, no entanto, o tupinólogo Eduardo de Almeida Navarro sustenta que "Miracema" se origina do tupi antigo pirásema, que significa "saída de peixe" (pirá, peixe e sema, saída).
Em 1888 o campista Lourenço Maria de Almeida Batista tornou-se barão de Miracema, pelo decreto imperial de 19 de agosto de 1888. O nome escolhido, Miracema deve-se, provavelmente, ao fato de Lourenço de Almeida Batista ser da mesma região da qual fazia parte a localidade de Miracema - que na época era jurisdicionada por Campos dos Goytacazes, no Norte Fluminense da então província do Rio de Janeiro.

## Geografia
Miracema tem, como municípios limítrofes:
- Ao Norte: Laje do Muriaé (Rio de Janeiro)
- Ao Nordeste: Itaperuna (Rio de Janeiro)
- Ao Sul: Santo Antônio de Pádua (Rio de Janeiro)
- A Leste: São José de Ubá (Rio de Janeiro)
- A Oeste: Palma (Minas Gerais)

O município de Miracema situa-se a 21° 24'50" de latitude sul e 42º11'52" de longitude oeste.
Miracema está à margem das Rodovias Estaduais RJ-116 e RJ-200. Através da RJ-116, o Município liga-se à BR 356, que se une à BR-101 em Campos dos Goitacazes e à BR-116 em Muriaé. Em direção ao sul, a RJ-116 liga Miracema a Santo Antônio de Pádua e Itaocara. A rodovia RJ-200 liga o município de Palma (a partir da divisa) ao distrito de Paraíso do Tobias.
Possui uma área de 396 quilômetros quadrados de extensão e altitude média de 137 metros acima do nível do mar (sede).

### Relevo
O relevo é acidentado em toda sua extensão, destacando-se as seguintes elevações: Pontão de Santo Antônio, Pico do Morro Azul, Pico de Santa Maria, Pico Ricardo Simão, Pico do Gavião e as serras do Sossego, da Cascata, do Alto Caboré e a de Flores.

### Hidrografia
A rede hidrográfica é representada por pequenas correntes fluviais, das quais se destacam: Ribeirão Santo Antônio e Ribeirão Bonito e os córregos Sobreiro; Água Limpa: Serra Nova, Liberdade, Barreirinho, Duas Barras, Pirineus etc. A bacia lacustre é formada pela Lagoa Preta e muitos açudes.

### Clima
O clima é tropical, com a estação chuvosa no verão e a seca no inverno. A precipitação média anual está em torno de 1 200 milímetros de chuvas, sendo junho, julho, e agosto os meses mais secos (média de 22,5 milímetros por mês) e novembro, dezembro e janeiro, os meses mais chuvosos (média de 266,5 milímetros por mês). As temperaturas são elevadas. Os meses mais quentes são dezembro, janeiro e fevereiro. Os meses mais frios são também os mais secos – junho, julho e agosto.

### Solo
Os solos do município são do tipo latossolo alaranjado, podzólico vermelho – amarelo, hidromórficos e associação latossolo alaranjado podzólico.

### Vegetação
Na vegetação, predominam plantas rasteiras. As áreas de matas (Mata Atlântica) estão reduzidas a 9% da área do município.

## Subdivisão
O Município de Miracema é composto por três distritos:
- 1° Distrito – Miracema (Sede)
- 2º Distrito – Paraíso do Tobias
- 3º Distrito – Venda das Flores
- Povoado – Areias

## Economia
Miracema, desde os seus primórdios até o fim do século XIX, contou com intensa vida econômica e social, verificando-se enorme surto progressista no século XIX, época em que suas lavouras de café, arroz, milho e feijão abarrotavam os mercados, aos quais chegavam em lombos de burros, via São Fidélis, e a partir de 1883, pela Estrada de Ferro Santo Antônio de Pádua – Ramal Miracema. Posteriormente, a ferrovia seria absorvida pela Estrada de Ferro Leopoldina, denominando-se como a Linha Campos a Miracema, já que passaria a ligar a localidade com o Centro de Campos dos Goytacazes.
Com sua emancipação político-administrativa, Miracema recuperou-se da derrocada do café e foi iniciada a cultura do algodão para abastecer a fábrica de tecidos São Martino. Concomitantemente, desenvolveu-se a cultura da cana-de-açúcar em ação conjunta com a Usina Santa Rosa. Foi crescendo a cultura do arroz irrigado, juntamente com a pecuária leiteira, que é a principal atividade rural do município atualmente. As culturas de milho, feijão e café são considerados de subsistência.
Entre 1830 e 1930, a região exportou, em café, valores superiores aos da exportação de ouro e diamantes de Minas Gerais. Graças ao preço do café na Europa, Miracema liderou a região em um processo de enriquecimento.
Para a fabulosa produção cafeeira do período, foi necessária uma enorme quantidade de mão de obra escrava.
Na década de 1930, o poder político do estado de São Paulo obrigou Getúlio Vargas a diminuir os cafezais do Rio de Janeiro, destruindo todas as lavouras existentes em Miracema. O café fornecia 80% dos recursos do município.
Nas décadas de 1960 e 1970, seus canaviais tradicionais submergiram diante da revolução verde, ocorrendo uma diminuição sensível da renda do município.
Outros impactos econômicos no município também foram sentidos em 1969, como a desativação do trecho entre Miracema e Campelo (distrito de Santo Antônio de Pádua) da Linha Campos a Miracema da Estrada de Ferro Leopoldina, o que acabou afetando os escoamentos canavieiros e dos arrozais da região e também o transporte de passageiros. Com a desativação do trecho final da linha, a Leopoldina retirou os trilhos de Miracema logo em seguida e a antiga estação ferroviária passaria a abrigar a rodoviária da cidade.
Por último, o arroz, que ainda segurava a economia, foi suplantado pela eficiência e tecnologia dos estados do Sul do Brasil na década de 1980.

## Prefeitos do Município
1. Mário Pinheiro Motta - 4 de maio de 1936 a 2 de agosto de 1936
2. Marcelino de Barros Tostes - 3 de agosto de 1936 a 10 de outubro de 1937
3. Nicolau Bruno - 11 de outubro de 1937 a 27 de novembro de 1937
4. Altivo Mendes Linhares - 28 de novembro de 1937 a 11 de novembro de 1945
5. Cibele Caldas Câmara Castro - 12 de novembro de 1945 a 21 de novembro de 1945
6. José Sena e Silva - 22 de novembro de 1945 a 18 de fevereiro de 1946
7. Melchíades Cardoso - 19 de fevereiro de 1946 a 3 de outubro de 1946
8. José Naegle - 24 de outubro de 1946 a 3 de dezembro de 1946
9. Homero de Araújo Padilha - 4 de dezembro de 1946 a 6 de março de 1947
10. Melchíades Cardoso - 7 de março de 1947 a 10 de outubro de 1947
11. Altivo Mendes Linhares - 11 de outubro de 1947 a 30 de outubro de 1951
12. Plínio Bastos de Barros - 31 de outubro de 1951 a 11 de dezembro de 1954
13. Odilon Barroso Botelho - 12 de dezembro de 1954 a 22 de dezembro de 1954
14. Plínio Bastos de Barros - 23 de dezembro de 1954 a 30 de janeiro de 1955
15. Moacyr Junqueira - 31 de outubro de 1955 a 30 de janeiro de 1959
16. Altivo Mendes Linhares - 31 de janeiro de 1959 a 30 de janeiro de 1963
17. Jamil Cardoso - 31 de janeiro de 1963 a 30 de janeiro de 1967
18. José de Carvalho - 31 de janeiro de 1967 a 29 de outubro de 1970
19. Salim Bou-Issa - 31 de janeiro de 1970 a 30 de novembro de 1971
20. Nilo Rodrigues Lomba - 31 de janeiro de 1971 a 31 de janeiro de 1973
21. Olavo Monteiro de Barros - 31 de janeiro de 1973 a 31 de janeiro de 1977
22. Salim Bou-Issa - 1 de fevereiro de 1977 a 31 de março de 1983
23. Ivany Samel - 1 de abril de 1983 a 31 de dezembro de 1988 -
24. Jairo Barroso Tostes - 1 de janeiro de 1989 a 31 de dezembro de 1992
25. Ivany Samel - 1 de janeiro de 1993 a 31 de dezembro de 1996
26. Gutemberg Medeiros Damasceno - 1 de janeiro de 1997 a 31 de dezembro de 2000
27. Gutemberg Medeiros Damasceno - 1 de janeiro de 2001 a 31 de dezembro de 2004
28. Carlos Roberto de Freitas Medeiros - 1 de janeiro de 2005 a 31 de dezembro de 2008
29. Ivany Samel - 1 de janeiro de 2009 a 31 de dezembro de 2012
30. Juedyr Orsay Silva - 1 de janeiro de 2013 a 31 de dezembro de 2016
31. Clóvis Tostes de Barros - 1 de janeiro de 2017 a 31 de dezembro de 2024
32. Maria Alessandra Leite Freire - 1 de janeiro de 2025 a atualmente